# Полтавсько-Кременчуцька операція

Карта-схема операції

Полт́авсько-Кременчу́цька наступа́льна опера́ція (26 серпня — 30 вересня 1943 року) — фронтова наступальна операція радянських військ Степового фронту у Німецько-радянській війні. Складова частина Чернігівсько-Полтавської стратегічної операції — першого етапу битви за Дніпро.

## Обстановка на серпень 1943 року
Після поразки в Курській битві, німецькі війська залишили будь-яку надію перехоплення ініціативи, вермахт міг вже тільки реагувати на радянські дії.
Гітлер розумів, що його війська не зможуть стримувати радянський наступ. З метою виграшу часу він наказав побудувати міцну лінію оборони в якій головна увага приділялася природним перешкодам, з яких найважливішими були великі річки. Особливого значення німецьке командування надавало лінії захисту на Дніпрі, яку воно вважало основою так званого «східного валу».
З радянської сторони, Ставка Верховного Головнокомандування прагнула максимально використати перемогу в Курській битві. Військам належало розгорнути наступ на фронті від Великих Лук до Азовського моря, в тому числі військам Центрального, Воронезького і Степового фронтів ставилася задача захопити Лівобережну Україну, наступаючи на фронті від Черкас до Полтави, вийти до Дніпра, форсувати його та захопити плацдарми на правому березі річки, створивши умови для захоплення Правобережної України.

## Склад сил сторін на початок операції
До початку операції до складу Степового фронту (командувач — генерал-армії Конєв І. С.) входили:
- 37-ма армія (генерал-лейтенант Шарохін М. М.),
- 5-та гвардійська армія (генерал-полковник Жадов О. С.),
- 7-ма гвардійська армія (генерал-лейтенант з жовтня 1943 генерал-полковник Шумилов М. С.),
- 53-тя армія (генерал-лейтенант Манагаров І. М.),
- 69-та армія (генерал-лейтенант Крючонкін  В. Д.),
- 5-та повітряна армія (генерал-лейтенант Горюнов С. К.)[1].

Разом: 30 стрілецьких, 2 механізованих, 2 танкові корпуси і 3 окремі танкові бригади. Загальна чисельність військ фронту становила 336 200 чоловік.
Фронт входив в операцію з ходу, без підготовки і перегрупування. 19 липня Степовий фронт був введений в контрнаступ на білгородсько-харківському напрямку. В ході контрнаступу війська фронту подолали глибоко ешелоновану оборону німців, захопили Бєлгород і 23 серпня взяли штурмом Харків.
З німецького боку військам Степового фронту протистояли 8-ма і 11-та польові армії зі складу групи армій «Південь» генерал-фельдмаршала фон Манштейна.
- 8-ма польова армія (командувач генерал піхоти Отто Велер) — 3-й і 47-й танкові, 11-й та 42-й армійські корпуси;
- 1-ша танкова армія (командувач генерал-полковник Еберхард фон Маккензен) — 40-й, 57-й танкові корпуси, 30-й армійський корпус.

Разом: до 20 дивізій, у тому числі 3 танкові.
Загальна перевага сил була на боці Червоної армії. Радянські війська переважали противника по особовому складу в 2,1 раза, в літаках — у 1,4 раза, в гарматах і мінометах — вчетверо, по танках сили були приблизно рівні. В ході битви обидві сторони безперервно нарощували сили.

## Перебіг подій

### Наступ Степового фронту до Дніпра
Після завоювання Харькова перед військами Степового фронту було поставлене завдання завдати удару в напрямку Полтави, Кременчука, Краснограду і Верхньодніпровську, вийти на середню течію Дніпра, форсувати його і забезпечити плацдарми для розгортання сил на Правобережній Україні.
Перша задача фронту полягала в захопленні залізничного вузла Мерефа, яке відкривало шлях для швидкого наступу 57-ї і 7-ї гвардійської армій до Дніпра. Наступ 7-ї гвардійської армії генерала Шумилова, у завдання якої входило захопити Мерефу, розвивався повільно. П'ять днів армія вела важкі бої за подолання обладнаної оборони німців на рубежі річки Уди, який чинив запеклий опір. Лише 5 вересня Червоній Армії вдалося захопити місто.
Розгром німців під Харковом і Мерефою відкрив військам фронту шлях на Полтаву і далі до Дніпра. А успішний наступ сусідніх фронтів змусив німців до відступу на всій Лівобережній Україні.
У відповідністю зі змінами обстановки, 6 вересня були внесені зміни в директиву Ставки ВГК: уточнене завдання Степового фронту полягало в тому, аби швидким наступом в загальному напрямку на Полтаву і Кременчук, не дозволити німцям створити стійкий фронт, розгромити його полтавське та кременчуцьке угруповання.
Попереду була боротьба з сильним полтавським угрупованням 8-ї армії німців. У напрямку Полтави і Кременчука під ударами Степового фронту відступало найбільше угруповання 8-ї армії, що складалося з 3-го, 47-го танкових і 11-го армійського корпусів.
Прикриваючись ар'єргардами, війська Вермахту при відході залишали окремі групи на висотах, в населених пунктах і на вузлах доріг, прагнули розладнати наступ радянських військ, вивести свої головні сили з-під удару і зберегти переправи до повного відходу військ.

### Захоплення Полтави
Полтава була облаштована як потужний вузол оборони, який був сполучною ланкою оборонних рубежів і опорних пунктів на Лівобережній Україні з метою наступу радянських військ.
По мірі наближення військ радянського Степового фронту до міста опір 8-ї німецької армії зростав. На напрямок головного удару німецьке командування висунуло з резерву свіжі частини 106-ї піхотної дивізії, 2-ї танкової дивізії СС «Дас Райх» та інші. На полтавському напрямку гітлерівці широко застосовували загородження, створювали мінні поля та інші перешкоди і часто переходили в контратаки. Гарнізон Полтави був збільшений вдвічі. Вздовж правого берега Ворскли були підготовлені стаціонарні позиції. Навколо міста були споруджені інженерні укріплення. В місті кам'яні будівлі були пристосовані до кругової оборони, створено систему артилерійського і мінометного вогню, що прикривала підступи до річки. Всі мости і переправи на річці були підірвані.
Праве крило фронту — 5-та гвардійська і 53-тя армії обходили Полтаву з півночі і півдня з завданням захопити місто. У центрі фронту в напрямку Кобеляк наступали війська 69-ї і 7-ї гвардійської армій. Війська 57-ї і 46-ї армій — ліве крило фронту — переслідували противника в напрямку Дніпропетровська.
Війська 53-ї армії на кінець доби 21 вересня на всьому своєму фронті вийшли на східний берег Ворскли. Одночасно з 53-ю армією до річки вийшли війська 5-ї гвардійської армії. Однак з ходу захопити Полтаву не вдалося — необхідно було форсувати Ворсклу і подолати розвинуту систему оборони німців біля самої річки на її правому березі.
На світанку 22 вересня війська 5-ї гвардійської і 53-ї армій розпочали форсування Ворскли. До сьомої години на правий берег переправилися частини 9-ї гвардійської повітрянодесантної, 95-ї, 97-ї і 13-ї гвардійських стрілецьких дивізій 5-ї гвардійської армії.
Одночасно через Ворсклу переправилися частини 214-ї, 233-ї і 299-ї, а за ними — 84-ї, 375-ї і 116-ї стрілецьких дивізій 53-ї армії. Війська 53-ї армії, долаючи опір противника, попри сильний артилерійський, мінометний і кулеметний вогонь, атакували ворожі позиції на правому березі Ворскли. До вечора 22 вересня частини 53-ї армії захопити правий берег річки на ділянці Черов, Климівка, Східна Козуба і продовжували тіснити противника в східному напрямку.
Першими в місто прорвалися розвідники 95-ї гвардійської і 84-ї стрілецької дивізій, за ними — спеціально підготовлені штурмові загони 95-ї гвардійської, 84-ї стрілецької і 9-ї гвардійської повітрянодесантної дивізії. У впертих вуличних боях частини цих дивізій до ранку 23 вересня очистили Полтаву від німецьких військ, після чого настала повторна радянська окупація Полтави.
Відступаючи з Полтави, гітлерівці підірвали майже всі будівлі в центральній частині міста, залізничний і автомобільний мости.

### Наступ на Кременчук
Після взяття радянськими військами Полтави, полтавське угруповання німців розпочало відхід до переправ через Дніпро в районі Кременчука. Сюди відходили німецькі дивізії і з інших напрямків. Кременчук був важливим вузлом комунікацій на лівому березі Дніпра, і після захоплення Червоною Армією Харкова і Полтави, німці усіма силами прагнули утримати переправи і плацдарм, які забезпечували відведення їх військ за Дніпро. Кременчуцький передмостовий плацдарм був облаштований за всіма правилами військово-інженерної науки. На найближчих підступах до Кременчука були відриті протитанкові рови, обладнані ескарпи, встановлені дротяні загородження і мінні поля. Серед сил, що обороняли плацдарм і забезпечували відступ військ на правий берег, слід виділити дивізію «Велика Німеччина» і дивізію СС «Дас Райх».
В цей час сили Степового фронту енергійно розвивали переслідування противника, що відступав, з метою 24—25 вересня оволодіти переправами на Дніпрі і забезпечити його форсування. Форсування Дніпра було намічено на фронті 130 км.
5-та гвардійська армія завдавала удару в напрямку на Решетилівку в обхід Полтави з півночі. Її передові загони 24—29 вересня повинні були вийти до Дніпра в районі Кременчука. 53-тя армія, обходячи Полтаву з півдня, переслідувала противника в загальному напрямку на Кашубівку, Коби. 24 вересня армія передовими загонами повинна була захопити переправи на Дніпрі в районі Садки і Чикалівка. 69-та армія наступала в напрямку на Бреусівку. 7-ма гвардійська армія мала завдання вийти до Дніпра в районі Переволочна, Бородаївка, Старий Орлик і захопити плацдарми на правому березі річки. 57-ма армія, розвиваючи наступ в напрямку на Шульгівку, 23 вересня повинна була захопити переправи в районі Пушкарівки і захопити плацдарм на правому березі Дніпра. 46-та армія розвивала наступ у загальному напрямку на Дніпродзержинськ, Софіївку і Чаплинку. Вона мала захопити переправи в районі селища Аули, Кам'янського і захопити плацдарм на ділянці Миронівка, Благовіщенка. 37-ма армія, перебуваючи у другому ешелоні фронту, була в повній готовності увійти в бій. Частини і з'єднання 37-ї армії повинні були форсувати Дніпро в центрі смуги фронту.
До 28 вересня війська 5-ї гвардійської та 53-ї армій, переслідуючи німецькі війська, що відступали, та знищуючи їхні живу силу і техніку, підійшли до Кременчука. Противник чинив запеклий опір. Атакувавши Кременчук з усіх напрямків одночасно, радянські війська вклинилися в оборону противника та знищили ворожі плацдарми по частинах. Протягом двох днів боїв 28 і 29 вересня війська 5-ї і 53-ї армій повністю очистили Кременчук від німецьких військ.

### Подальший задум дій
Директивою Ставки ВГК від 29 вересня 1943 року Степового фронту призначалося завдати головного удару в загальному напрямку на Черкаси, Новоукраїнку, Вознесенськ з завданням розгрому кіровоградського угруповання німців. Лівим крилом фронту наказувалося наступати в напрямку на П'ятихатки і Кривий Ріг з метою виходу на тили дніпропетровського угруповання противника.